# Бейца (Муреш)
Бейца (рум. Băița) — село у повіті Муреш в Румунії. Входить до складу комуни Лунка.
Село розташоване на відстані 293 км на північний захід від Бухареста, 32 км на північ від Тиргу-Муреша, 71 км на схід від Клуж-Напоки.

## Населення
За даними перепису населення 2002 року у селі проживали 864 особи. Усі жителі села рідною мовою назвали румунську.
Національний склад населення села:
| Національність | Кількість осіб | Відсоток |
| -------------- | -------------- | -------- |
| румуни         | 856            | 99,1%    |
| цигани         | 6              | 0,7%     |